# Deth Red Sabaoth
Deth Red Sabaoth to dziewiąty album amerykańskiej grupy muzycznej Danzig, wydany 22 czerwca 2010 roku przez należącą do lidera zespołu wytwórnię płytową Evilive Records. Jest to pierwsza studyjna płyta zespołu od wydania Circle of Snakes w 2004 roku. W nagraniach wzięli udział perkusista Johnny Kelly (który koncertował z zespołem w latach 2002-2003, a pełnoprawnym członkiem został w 2005) oraz gitarzysta Tommy Victor. Basista Steve Zing, pomimo iż jest w zespole od 2006 roku, nie brał udziału w sesji nagraniowej, wszystkie partie gitary basowej zostały zagrane przez Glenna Danziga.

## Lista utworów
Źródło.
1. "Hammer of the Gods" – 5:20
2. "The Revengeful" – 4:10
3. "Rebel Spirits" – 3:58
4. "Black Candy" – 4:08
5. "On a Wicked Night" – 4:02
6. "Deth Red Moon" – 3:58
7. "Ju Ju Bone" – 4:45
8. "Night Star Hel" – 6:42
9. "Pyre of Souls: Incanticle" – 3:18
10. "Pyre of Souls: Seasons of Pain" – 7:17
11. "Left Hand Rise Above" – 4:22

## Twórcy
- Glenn Danzig – śpiew, gitara, gitara basowa, keyboard, perkusja (na "Black Candy"), produkcja, miksowanie
- Tommy Victor – gitara prowadząca, gitara, gitara basowa
- Johnny Kelly – perkusja
- Chris Rakestraw – inżynier dźwięku, miksowanie
- Eddie Schreyer – mastering (Oasis Mastering)
- Joe Chiodo – okładka, oprawa graficzna albumu
- Corey Soria – zdjęcia

## Listy sprzedaży
| Lista                | Kraj              | Pozycja |
| -------------------- | ----------------- | ------- |
| Billboard 200        | Stany Zjednoczone | 35      |
| Media Control Charts | Niemcy            | 48      |
| Sverigetopplistan    | Szwecja           | 45      |
| YLE                  | Finlandia         | 26      |